# Lê Thanh Hoàn
Lê Thanh Hoàn (sinh ngày 1 tháng 8 năm 1976) là Đại biểu Quốc hội nước Cộng hòa xã hội chủ nghĩa Việt Nam. Ông hiện là Ủy viên chuyên trách Ủy ban Pháp luật của Quốc hội, Phó Chủ tịch Nhóm Nghị sĩ hữu nghị Việt Nam – Brasil, Phó Chủ tịch Nhóm Nghị sĩ hữu nghị Việt Nam – Venezuela, Đại biểu Quốc hội khóa XV từ Thanh Hóa. Ông từng là Phó Vụ trưởng Vụ Pháp luật, Văn phòng Quốc hội, thành viên Hội đồng Khoa học Viện Nghiên cứu lập pháp, Thư ký của Phó Chủ tịch Quốc hội Uông Chu Lưu và Nguyễn Khắc Định.
Lê Thanh Hoàn là đảng viên Đảng Cộng sản Việt Nam, học vị Thạc sĩ Luật, Cao cấp lý luận chính trị. Ông có xuất phát điểm là viên chức quốc phòng thuộc Bộ Tổng tham mưu, sau đó chuyển sang công tác ở các cơ quan của Quốc hội.

## Xuất thân và giáo dục
Lê Thanh Hoàn sinh ngày 1 tháng 8 năm 1976 tại xã Bắc Lương, huyện Thọ Xuân, tỉnh Thanh Hóa. Ông lớn lên và tốt nghiệp phổ thông 12/12, theo học đại học ở Hà Nội và tốt nghiệp Cử nhân Luật tại Trường Đại học Luật Hà Nội, sau đó tiếp tục học cao học và nhận bằng Thạc sĩ Luật. Ông được kết nạp Đảng Cộng sản Việt Nam vào ngày 1 tháng 2 năm 2005, trở thành đảng viên chính thức sau đó 1 năm, từng theo học các khóa chính trị ở Học viện Chính trị Quốc gia Hồ Chí Minh và tốt nghiệp Cao cấp lý luận chính trị.

## Sự nghiệp
Tháng 4 năm 2003, Lê Thanh Hoàn được tuyển dụng vào Bộ Tổng tham mưu, Cơ quan Bộ Quốc phòng làm nhân viên hợp đồng tại Phòng Quản lý Kinh tế. Đến tháng 12 năm này, ông được tuyển dụng làm viên chức quốc phòng, là Trợ lý theo dõi hoạt động sản xuất kinh doanh của Ban Quản lý Kinh tế, Cục Quản lý hành chính, Bộ Tổng tham mưu. Tháng 6 năm 2005, ông chuyển vị trí làm Trợ lý theo dõi đất quốc phòng kiêm trợ lý pháp lý, Phòng Tham mưu của Cục Quản lý hành chính, nhận quân hàm Trung úy, là Trợ lý kế hoạch tổng hợp, Phòng Tham mưu – Kế hoạch, Cục Hậu cần, Bộ Tổng tham mưu từ tháng 12 năm 2006. Tháng 6 năm 2008, Lê Thanh Hoàn được điều tới Văn phòng Quốc hội, là Chuyên viên Vụ Pháp luật, đồng thời là Ủy viên Ban Chấp hành Công đoàn bộ phận Vụ, Ủy viên Ban Kiểm tra Hội Cựu chiến binh cơ quan Văn phòng Quốc hội. Tháng 1 năm 2013, ông được nâng ngạch Chuyên viên chính Vụ Pháp luật, sang tháng 3 năm 2015 thì được phân công làm Thư ký hành chính cho Phó Chủ tịch Quốc hội Uông Chu Lưu. Tháng 8 năm 2016, ông được bổ nhiệm Hàm Phó Vụ trưởng, là thành viên Hội đồng Khoa học Viện Nghiên cứu lập pháp thuộc Ủy ban Thường vụ Quốc hội.
Tháng 7 năm 2020, Lê Thanh Hoàn được nâng ngạch Chuyên viên cao cấp, nhậm chức Phó Vụ trưởng Vụ Pháp luật, Văn phòng Quốc hội từ tháng 4 năm 2021, đồng thời là Thư ký của Phó Chủ tịch Quốc hội Nguyễn Khắc Định. Năm này, ông được Ủy ban Trung ương Mặt trận Tổ quốc Việt Nam, Ủy ban Thường vụ Quốc hội giới thiệu tham gia ứng cử đại biểu quốc hội từ Thanh Hóa, bầu cử ở đơn vị bầu cử số 4 gồm huyện Triệu Sơn, Thiệu Hóa, Yên Định, Thọ Xuân, rồi trúng cử Đại biểu Quốc hội khóa XV với tỷ lệ 89,67%. Ngày 21 tháng 7 năm 2021, ông được phê chuẩn làm Ủy viên chuyên trách Ủy ban Pháp luật của Quốc hội, Phó Chủ tịch Nhóm Nghị sĩ hữu nghị Việt Nam – Brasil, Phó Chủ tịch Nhóm Nghị sĩ hữu nghị Việt Nam – Venezuela.